# Bathypectinura heros
Bathypectinura heros är en ormstjärneart som först beskrevs av George Richard Lyman 1879.  Bathypectinura heros ingår i släktet Bathypectinura och familjen Ophiodermatidae. Inga underarter finns listade i Catalogue of Life.